# Acantopsis
Acantopsis ist eine Gattung aus der Familie der Steinbeißer (Cobitidae). Sie leben sowohl im Süß- als auch im Brackwasser verschiedener schnellfließender Flüsse und Ströme in Südostasien. Dort besiedeln sie die Bodenregion der leicht unterschiedlichen Habitate. Teilweise findet man sie auch in überfluteten Reisfeldern der Region.
Diese Fische ernähren sich von Mückenlarven, Nematoden, kleinen Insektenlarven und Algen. In Gefangenschaft fressen sie auch Frostfutter, Tablettenfutter und durchwühlen den Boden nach Algen und anderem fressbaren.

## Merkmale
Die Körper der Schmerlen sind aalartig, lang und schmal. Das unterständige Maul ist mit Barteln bestückt. Die meisten Arten sind gräulich bis beige gefärbt. Der Kopf ist schmal und guckt meistens nach dem Eingraben aus dem Sand oder Kies heraus. Die Pferdekopfschmerle und die Rüsselschmerle werden anhand ihrer Kopfform unterschieden.

## Arten
- Acantopsis bruinen Boyd et al., 2018
- Pferdekopfschmerle  (Acantopsis dialuzona Van Hasselt, 1823)
- Acantopsis dinema Boyd & Page, 2017
- Acantopsis ioa Boyd & Page, 2017
- Acantopsis multistigmatus Vishwanath & Laisram, 2005
- Rüsselschmerle (Acantopsis octoactinotos Siebert, 1991)
- Acantopsis rungthipae Boyd, Nithirojpakdee & Page, 2017
- Acantopsis spectabilis (Blyth, 1860)
- Acantopsis thiemmedhi Sontirat, 1999